# Loobu jõgi
Loobu jõgi är ett 62 km långt vattendrag i Estland. Det ligger i den centrala delen av landet, 60 km öster om huvudstaden Tallinn. Den mynnar i bukten Eru laht i Finska viken, i närheten av samhället Vihasoo i Kuusalu kommun i Harjumaa och vid Lahemaa nationalpark. Den utgör gränsflod mellan Harju och Lääne-Virumaa, bland annat vid forsarna vid Joaveski. Högre upp passerar den byn Loobu och staden Kadrina. Källan finns i Jõepere i höglanden vid Pandivere.  
Inlandsklimat råder i trakten. Årsmedeltemperaturen i trakten är 3 °C. Den varmaste månaden är juli, då medeltemperaturen är 17 °C, och den kallaste är januari, med −11 °C.

## Galleri

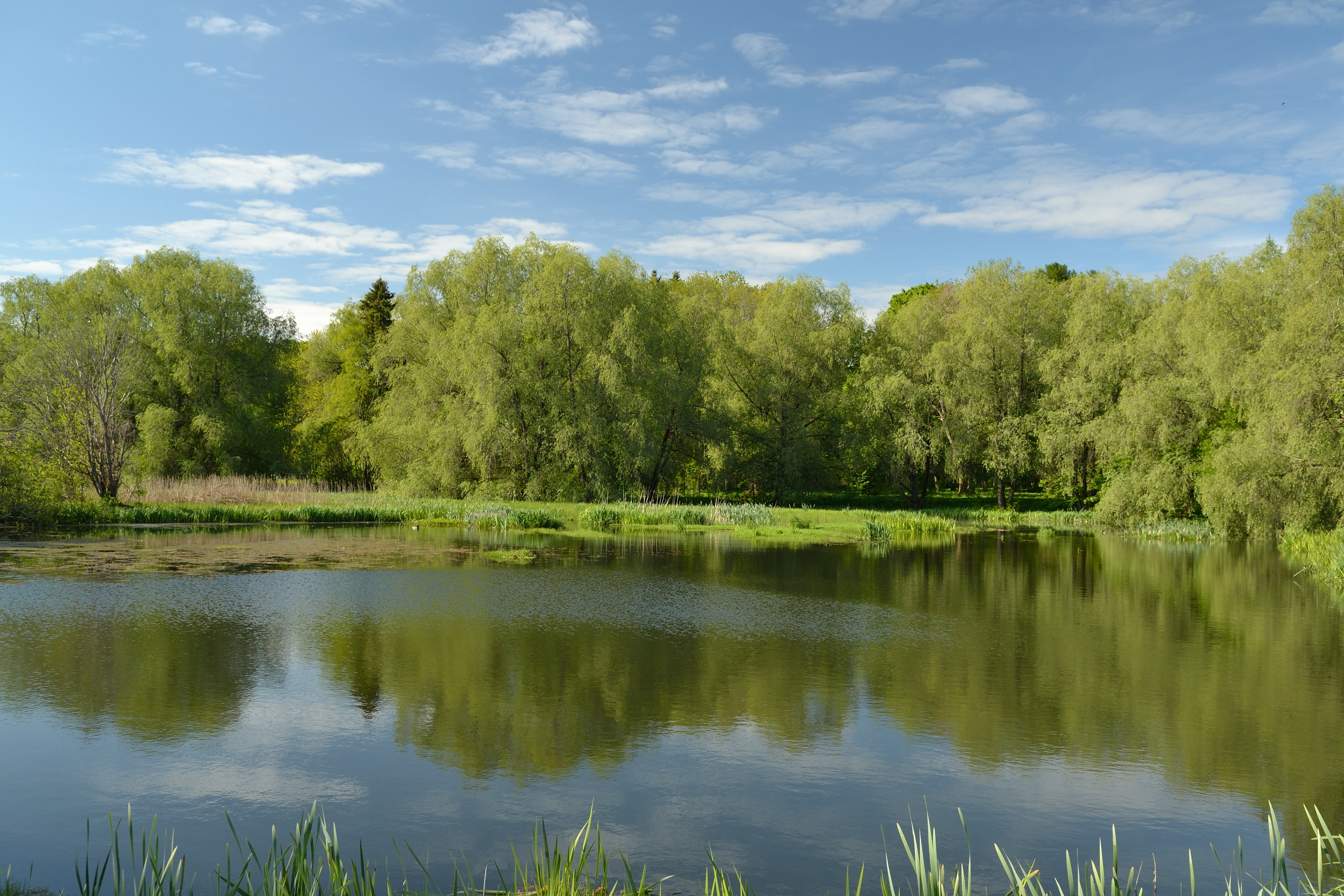
Loobuån vid Undla
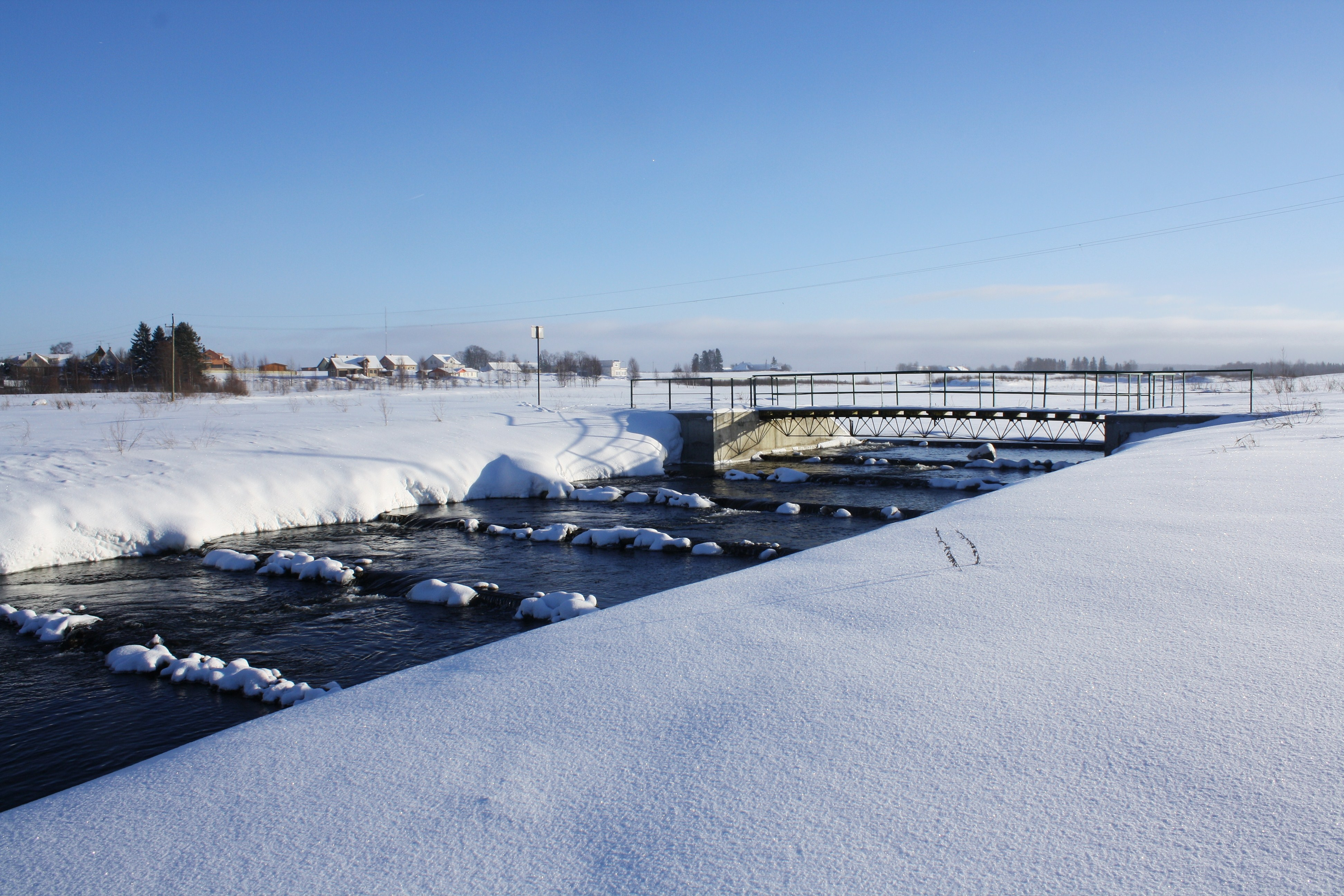
Fisktrappa
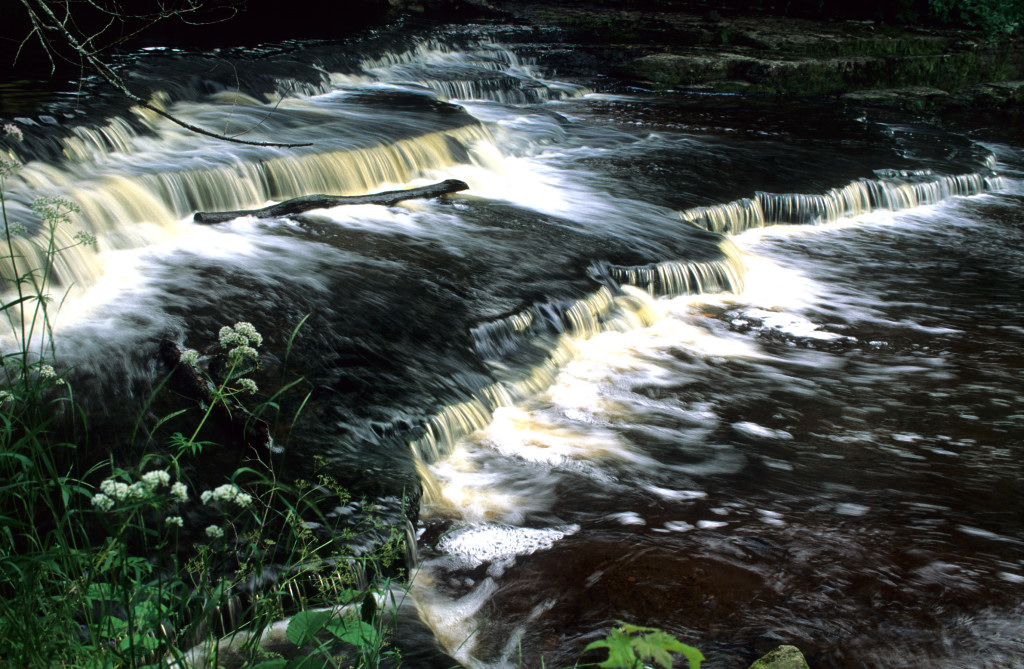
Joaveskiforsen